# Bolland (municipi)
Bolland - en való Boland o Bolâ) és un nucli del municipi d'Herve, a la província de Lieja de la regió valona de Bèlgica. Fins al 1977 era un municipi independent. El riu homònim Bolland rega el poble. Ha sigut un municipi independent fins a l'any 1977.
El primer esment escrit Bolan data del 1221, aleshores pertanyia al Marquès d'Antwerpen, però gràcies a la distància de la capital del marquesat, la població tenia una llarga independència de fet. El poble es troba al país d'Herve. Un petit tros del riu Bolland que el travessa s'ha cobert per a fer la plaça major Plaça Wirhet on es troba l'antiga casa de la vila. Altres monuments importants són el mas fortificat, el castell i la capella de Noblehaye.

## Llocs d'interès
- El castell de Bolland, envoltat d'un fossat és una antiga propietat dels senyors d'Eynatten que més tard, junt amb el poble de Julémont passà als senyors Lannoy. S'hi troba també l'església dominical i els romasos d'un convent fundat al segle xvi per Joan de Berlo i d'Eynatten, senyor de Bolland.
- La capella de Noblehaye, un edifici del segle xvii que conté una estàtua de la verge de les virtuts, venerada per les solteres que tradicionalment venien mossegar la grella en esperar trobar així un espòs.
- L'església de Sant Apolinari
- Masia de Berlaymont
- Castell Les Cours

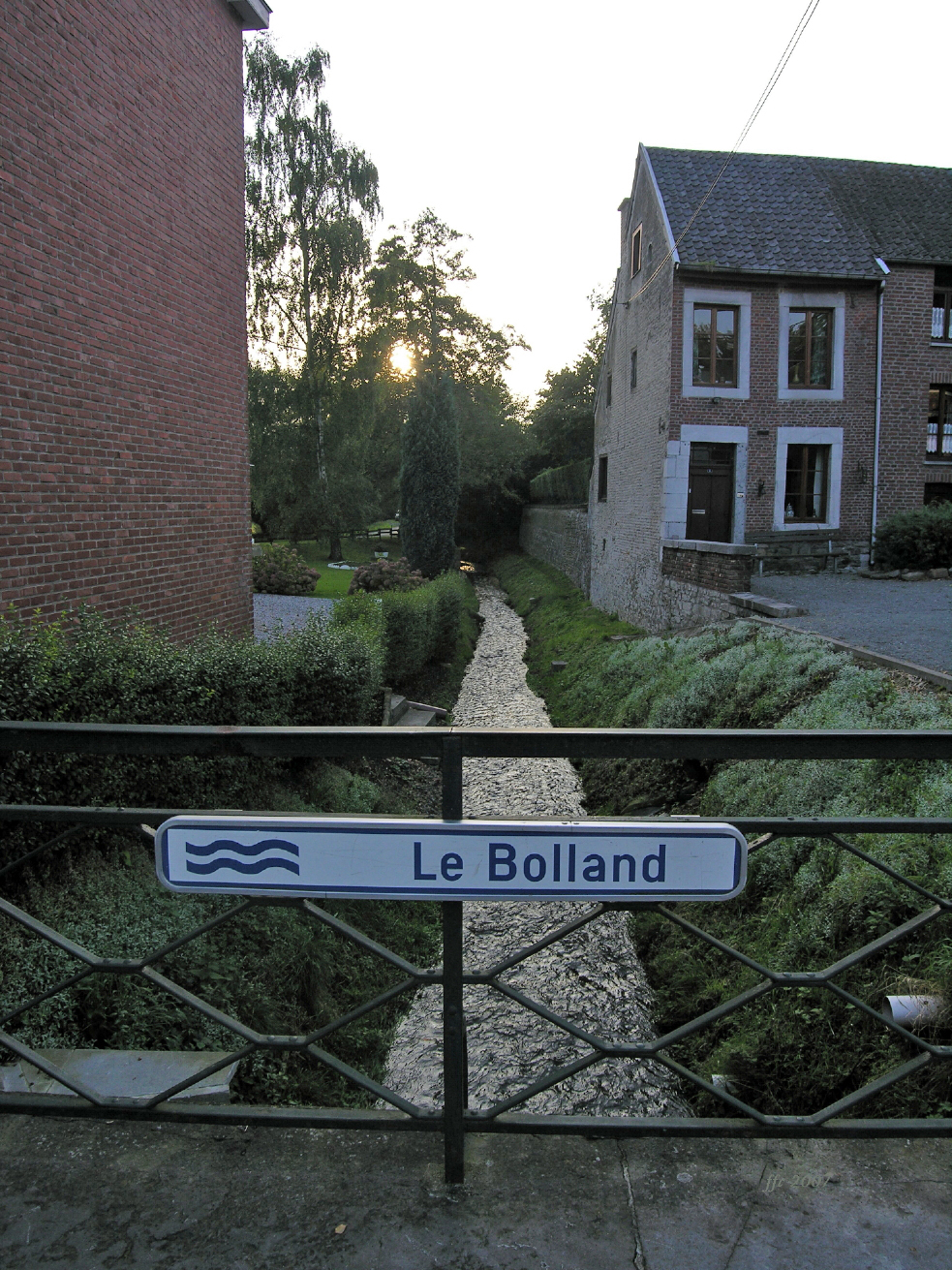
El Bolland a la plaça du Wirhet
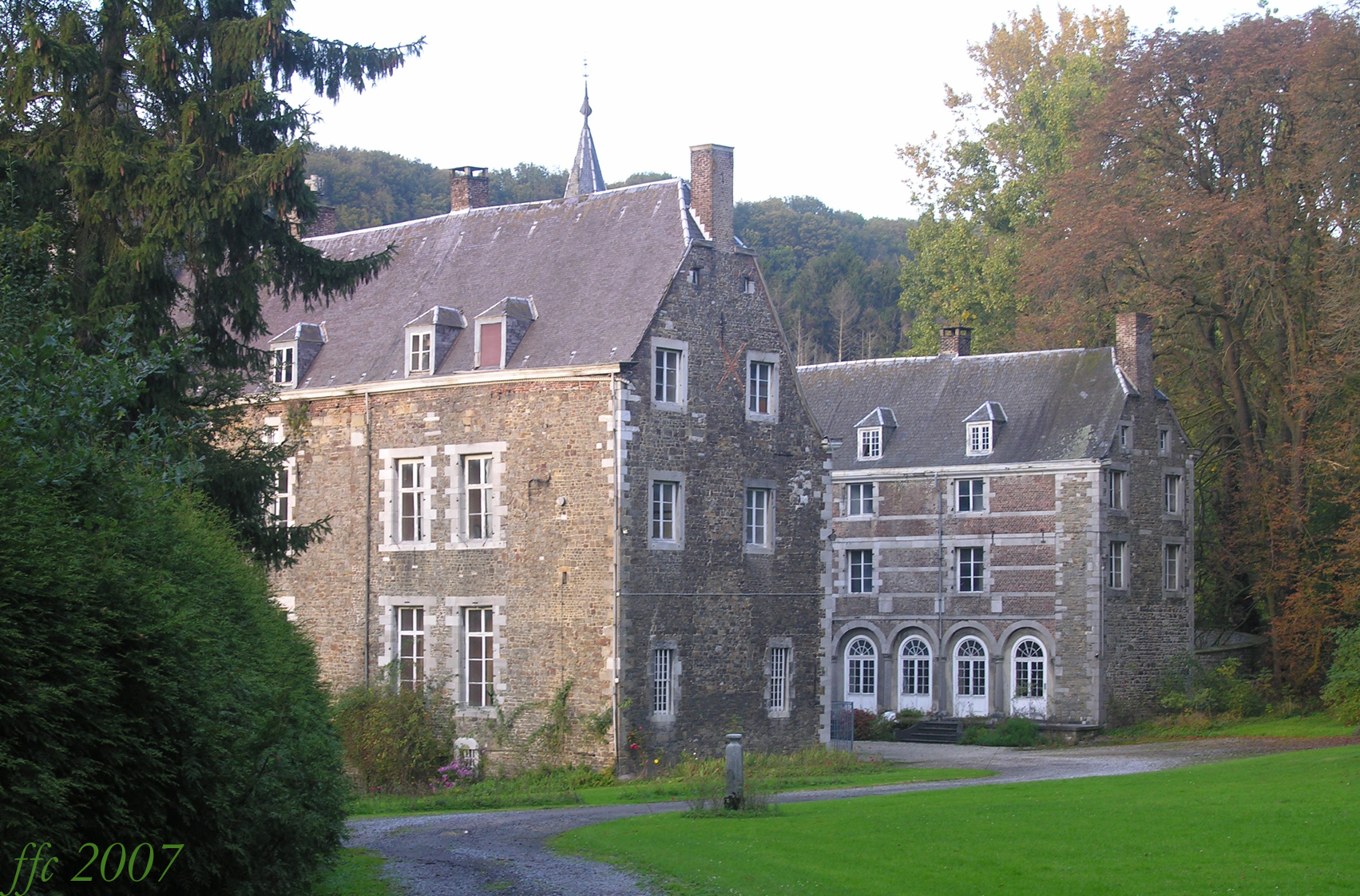
El castell
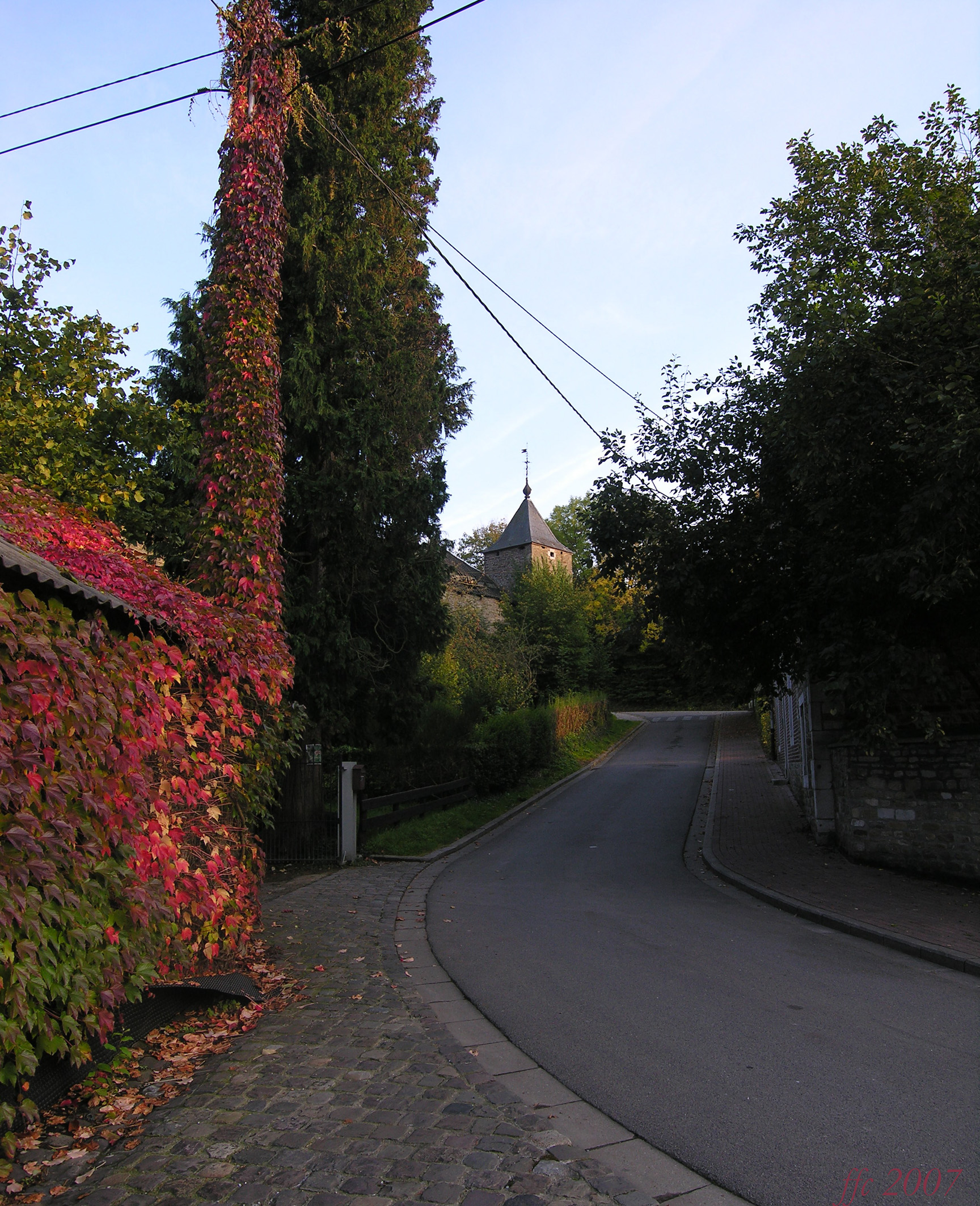
El carrer rue des Doyards amb una de les torres del mas fortificat del castell al segon pla